# Камышинка (Восточно-Казахстанская область)
Камы́шинка (каз. Қамысты) — село в Шемонаихинском районе Восточно-Казахстанской области Казахстана, административный центр Вавилонского сельского округа. Код КАТО — 636835100.

## География
Село расположено на северо-западе Шемонаихинского района, на правом берегу реки Убы (приток Иртыша), в 10 километрах к юго-западу от районного центра города Шемонаиха. Ближайшая железнодорожная станция Шемонаиха — расположена в 7 километрах к северо-востоку от села (по дороге — 9,4 км). Соседние населённые пункты: Усть-Таловка в 2 километрах к юго-востоку, Половинка в 3 километрах к востоку, Шемонаиха в 12 километрах к северо-востоку, Пруггерово в 7 километрах к северу, Заречное в 5 километрах к юго-западу. Транспортное сообщение осуществляется по автодороге KF-1 «Дмитриевка — Бородулиха — Шемонаиха». Высота центра населённого пункта — 284 метров над уровнем моря.

## Современное состояние
В 2016 году в селе — 15 улиц.

## Население
| Численность населения | Численность населения | Численность населения |
| 1989                  | 1999                  | 2009                  |
| --------------------- | --------------------- | --------------------- |
| 1097                  | ↗1166                 | ↘1129                 |

Процентное соотношение численно-преобладающих национальностей согласно переписи 1989 года:
| Национальность | Процентное соотношение |
| -------------- | ---------------------- |
| Русские        | 74 %                   |
| Другие         | 26 %                   |